# 19世纪哲学
19世纪哲学从哲学史的观点考察，始于笛卡尔和培根的近代哲学以德国唯心主义形式走向顶峰。与此同时，马克思主义、功利主义、存在主义、精神分析学、实用主义各种思潮迅速发展起来，形成了现代哲学的起点。此外，以“回到康德那里去”为口号的新康德主义也成为哲学一大流派。
这一时期从社会背景上来看，18世纪启蒙运动时期哲学家们的思想开始迅速传播，康德、卢梭等巨匠划时代的著作对新一代的思想家们产生了深远的影响。法国大革命和拿破仑战争所引发的工业革命、民主思潮的影响普及开来，资本主义的兴起和帝国主义的扩张之间所产生的矛盾（贫困、殖民地支配、共同体崩溃等等）导致社会结构发生巨大变化。随着社会变迁而诞生的诸多变革，使得人们开始对诸多传统进行理性的批判。其中对基督教、牛顿力学和黑格尔哲学体系的反思使人类在诸多领域取得了巨大成就。

## 晚期启蒙运动的影响
战争、革命、分裂，在动荡的1789年－1815年间，经济和政治上的巨变终结了上个世纪欧洲政治和文化的基础。哲学，乃至整个欧洲的文化发生了变化。和启蒙运动关系密切的浪漫主义思潮试图将直接的情感和理性的反思结合起来，这股思潮影响了几乎19世纪上半叶的所有哲学家。此外康德的批判哲学试图调合经验主义和唯理主义，批判怀疑主义，建立了新的认识论。他的哲学思想和他的名字一起成了后来哲学家的文字中最多提起的。卢梭在他试图解释国家和政府本质的作品中宣称“人生而自由，却无往不在枷锁之中”，对当时政权的基础发出了挑战。他的思想在社会和政治领域中起到了重大影响。

## 德国唯心主义
- 康德 1724 - 1804
- 费希特 1762 - 1814
- 谢林 1775 - 1854
- 黑格尔 1770 - 1831

## 马克思主义
- 马克思 1818 - 1883
- 恩格斯 1820 - 1895
- 列宁 1870 –1924

## 功利主义
- 边沁 1748 - 1832
- 密尔 1806 - 1873

## 存在主义
- 叔本华 1788 - 1860
- 克尔凯郭尔 1813 - 1855
- 尼采 1844 - 1900

## 精神分析学
- 弗洛伊德 1856 - 1939

## 实用主义
- 皮尔士 1839 - 1914
- 杜威 1859 - 1952
- 詹姆士 1842 - 1910